# Industrie- und Handelskammer Rottweil
Die Handels- und Gewerbekammer Rottweil bzw. Industrie- und Handelskammer Rottweil (IHK Rottweil) war 1866 bis 1973 eine Industrie- und Handelskammer mit Sitz in Rottweil. Sie ging in der heutigen Industrie- und Handelskammer Schwarzwald-Baar-Heuberg auf.

## Geschichte
Im Königreich Württemberg entstanden 1843 in Stuttgart, Heilbronn, Reutlingen und Ulm Privat-Handelskammern, also ohne gesetzliche Grundlage oder Auftrag. Als Dachverband gründeten sie den Württembergischen Handelsverein.
Durch königliche Verordnung vom 19. April 1854 wurde verfügt, dass in den „gewerbereichsten Städten“ des Landes Handels- und Gewerbekammern zu bilden seien. Die Mitglieder sollten durch den König ernannt werden. Erst nachdem der König die Wahl der Mitglieder durch die Unternehmen zugestand, lösten sich die privaten Handelskammern auf und die neuen Kammern waren die einzige Vertretung der Wirtschaft. Die Forderung nach Wahl der Kammermitglieder wurde in der Wahlverordnung vom 17. Februar 1858 umgesetzt. Gewählt wurden die Kammermitglieder  in einem komplizierten Verfahren von den Handels- und Gewerbetreibenden des Kammerbezirks. Es gab keine gesonderten Handwerkskammern. Die Kammermitglieder mussten zu je einem Drittel Handwerker, Kaufleute und Fabrikanten sein. Die Finanzierung der Kammern erfolgte nicht über Umlagen, sondern aus Staatsmitteln.
Die Kammerbezirke waren relativ groß geschnitten. Daher genehmigte das Innenministerium am 17. März 1866 die Bildung von vier weiteren Kammern in Calw, Heidenheim, Ravensburg und Rottweil. 
Der Kammerbezirk der Handel- und Gewerbekammer Rottweil umfasste die Oberämter Rottweil, Oberndorf, Spaichingen, Sulz und Tuttlingen.  Am 6. Februar 1867 erfolgte die Konstituierung der Kammer unter Präsident Ferdinand von Steinbeis im Rathaussaal von Rottweil.
Die ersten Mitglieder der Kammer waren
- Fabrikanten
  - Martin Benzing, Inhaber der Baumwollweberei Held & Teufel
  - Erhard Junghans, Uhrenfabrikant
  - Johannes Bürk, Uhrenfabrikant
- Kaufleute
  - Emil Diemmler, Rottweil
  - Josef Widmann, Rottweil
  - Josef Ceyssel, Tuttlingen
- Handwerker
  - Karl Holz, Messerfabrikant, Tuttlingen
  - August Honer, Teppichfabrikant, Balgheim
  - Wgh. Letters, Kupferschmied, Rottweil

1868 wurde die Zahl der Kammermitglieder von neun auf zwölf erhöht. Davon wurden sechs in Rottweil, zwei in Tuttlingen und je einer in Schramberg, Schwenningen, Spaichingen und Sulz gewählt. Das Handelskammergesetz von 1874 verringerte die Zahl der Mitglieder ab 1875 auf elf. Rottweil stellte nun nur noch vier, Oberndorf ein Mitglied. Damit waren alle Oberamtsstädte in der Kammer vertreten. Das Handelskammergesetz von 1899 erhöhte die Zahl der Kammermitglieder auf zwölf, die Kammerverordnung vom 11. Januar 1923 auf 16. Auch wurde das Handwerk ausgegliedert, der neue Name der Kammer war Handelskammer Rottweil.Sehr spät, nämlich erst mit das Gesetz des württembergischen Staatsministerium vom 8. Juni 1934 erfolgte die Umbenennung in Industrie- und Handelskammer Rottweil. 
Mit der Machtergreifung der Nationalsozialisten endete die Selbstverwaltung der Wirtschaft. Die Kammer wurde gleichgeschaltet, die Beiräte gemäß dem „Führerprinzip“ durch den Präsidenten Fritz Kiehn ernannt. 1943 wurden die IHK aufgelöst und in die Gauwirtschaftskammern überführt. Die IHK Rottweil wurde Teil der Gauwirtschaftskammer Stuttgart. Nach dem Krieg erfolgte 1950 die erste Wahl der Kammermitglieder.
Durch die Verordnung des Staatsministeriums vom 31. Juli 1934 wurde die Handelskammer Calw aufgelöst. Der größte Teil des Kammerbezirks wurde dem Bezirk der Kammer in Rottweil zugeteilt. 1946 wurde auch der Rest (der nördliche Teil des Kreises Horb, der dem früheren Oberamt Horb entsprach) dem Kammerbezirk von Rottweil zugeordnet.
1973 ging die IHK Rottweil in der heutigen Industrie- und Handelskammer Schwarzwald-Baar-Heuberg auf.

## Gebäude
1914 bezog die Kammer ein eigenes Gebäude, das bis 1953 genutzt wurde.
Am 27. Januar 1950 beschloss die Vollversammlung den Bau eines neuen Kammergebäudes. 
Das Gebäude Körnerstraße 12 wurde daraufhin von 1952 bis 1953 durch den Architekten Heinz G. Hofmann als neues Kammergebäude der Industrie- und Handelskammer Rottweil erbaut. Am 30. Oktober 1953 wurde es bezogen und am 21. November 1953 feierlich eingeweiht.

## Kammervorsitzende
- 1867–1870, Fabrikant Martin Benzing, Inhaber der Baumwollweberei Held & Teufel, Rottweil-Bühlingen
- 1870–1873, Kaufmann Josef Widmann, Rottweil
- 1873–1875 Kaufmann Kaspar Pfeiffer, Baumwollfabrikant Rottweil
- 1875–1876, Fabrikant Martin Benzing, Inhaber der Baumwollweberei Held & Teufel,
- 1876–1902, Geheimer Kommerzienrat Max von Duttenhofer, Vereinigte Köln-Rottweiler Pulverfabriken, Rottweil
- 1902–1911, Kommerzienrat Karl Groß, Inhaber der Baumwollweberei Held & Teufel,
- 1911–1917, Kommerzienrat Richard Bürk, Inhaber der Württembergischen Uhrenfabrik J. Bürk Söhne, Schwenningen, Landtagsabgeordneter
- 1917–1920, Kommerzienrat Theodor Schmid, Direktor der Mauserwerke AG, Oberndorf
- 1920–1932, Kommerzienrat Jakob Hohner, Aufsichtsratsvorsitzender der Harmonikafabriken Matth. Hohner AG, Trossingen
- 1932–1933, Uhrenfabrikant Fritz Mauthe, Schwenningen, Landtagsabgeordneter
- 1933–1943, Fabrikant Fritz Kiehn, Trossingen
- 1943–1945 bestand die Kammer nicht
- 1945–1951, Uhrenfabrikant Fritz Mauthe, Schwenningen, Landtagsabgeordneter
- 1951–1962, Victor Luschka, Fabrikdirektor der Fa. Uhrenfabrik Gebr. Junghans AG, Schramberg
- 1962–1973 Emil Wagner, Fabrikdirektor und Landrat a. D.